# غرو هارلم برونتلاند
غرو هارلم برونتلاند ((بالنرويجية: Gro Harlem Brundtland)؛ وُلدت في العشرين من أبريل 1939) وهي سياسية نرويجية ديمقراطية اشتراكية، ودبلوماسية، وطبيبة، وأحد الزعماء الدوليين في التنمية المستدامة والصحة العامة. ولقد خدمت لثلاث فترات كـرئيسة وزراء النرويج (1981، 1986–89، 1990–96)، كما خدمت أيضًا كمديرٍ عام منظمة الصحة العالمية. وهي الآن تعمل كـمبعوث خاص معني بتغير المناخ لصالح أمين عام الأمم المتحدة بان كي مون. وفي عام 2008 حصلت على ميدالية مؤسسة توماس جيفرسون في الهندسة المعمارية. كما أن برونتلاند أيضًا عضوة في نادي مدريد، وهي منظمة مستقلة للقادة السابقين للدول الديمقراطية، والتي تعمل على دعم الحكم والقيادة الديمقراطية.

## الوظيفة المحليّة
ولدت برونتلاند في أوسلو ابنة غودموند هارلم، وتلقت تعليمها كطبيبة (مرشحة لممارسة الطب.) في جامعة أوسلو عام 1963، وحصلت على ماجستير الصحة العامة في جامعة هارفارد عام 1965. ومن عام 1966 حتى عام 1969، عملت كطبيبةٍ في مديرية الصحة (الشئون الصحية)، ومن عام 1969 عملت كطبيبة في خدمات الصحة المدرسية العامة بأوسلو. ولقد كانت وزيرة النرويج لشئون البيئة من عام 1974 حتى عام 1979 كما أصبحت أول امرأة، حتى الآن، تتولى منصب رئيسة وزراء. وقد شغلت منصب رئيسة الوزراء من فبراير حتى أكتوبر من عام 1981.

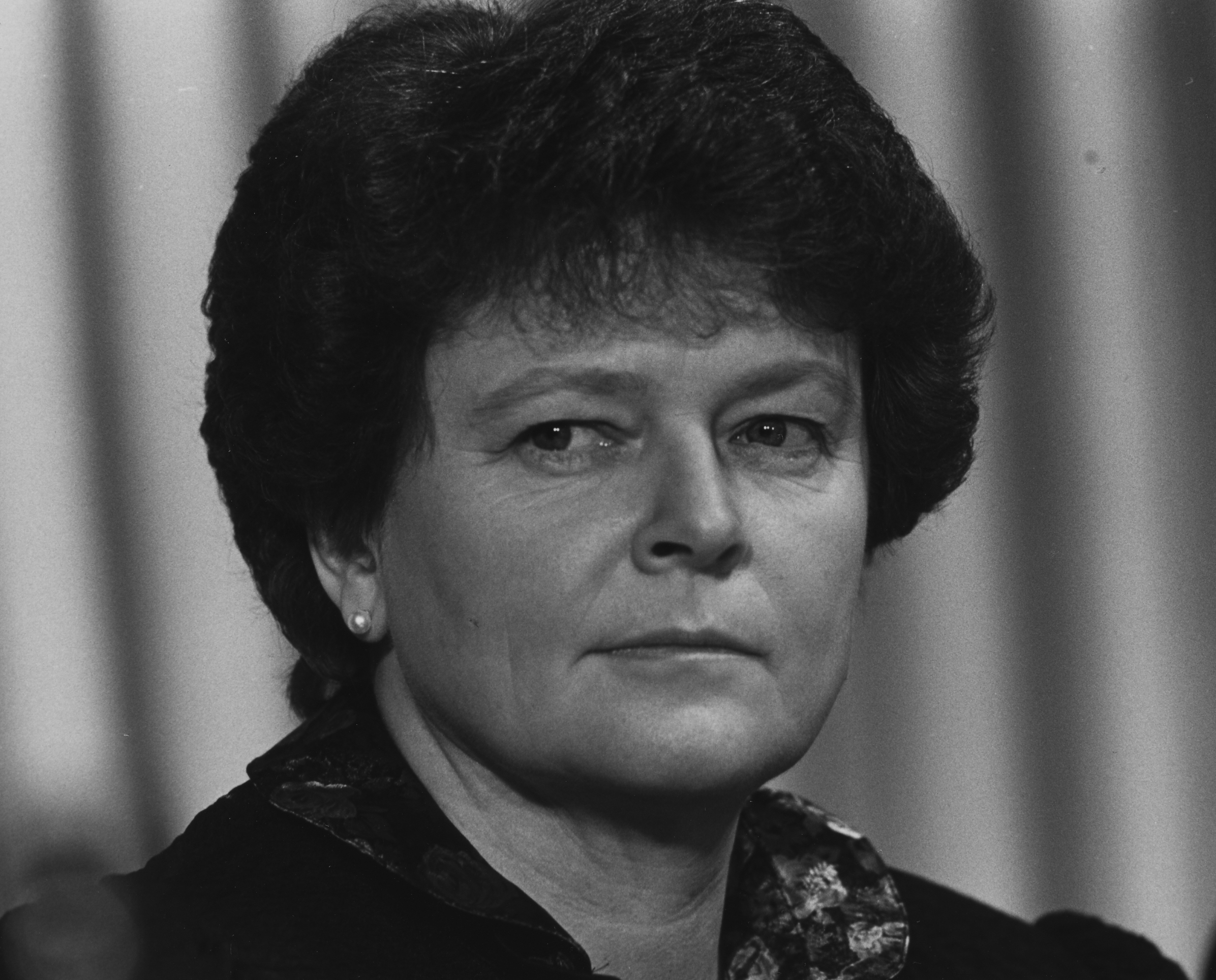
برونتلاند في الاجتماع السنوي لـالمنتدى الاقتصادي العالمي عام 1989

تولت برونتلاند منصب رئيسة الوزراء النرويجية لفترتين متتاليتين: امتدت الفترة الأولى من التاسع من مايو عام 1986 حتى السادس عشر من أكتوبر عام 1989. ولقد عُرِف دوليًا هذا المجلس الوزاري بأنه يضم نسبة كبيرة من الوزيرات. حيث احتوى على ثمانِ وزيرات من إجمالي ثمانية عشر وزيرًا. أما الفترة الثانية امتدت من الثالث من نوفمبر عام 1990 حتى الخامس والعشرين من أكتوبر عام 1996، عندما استقالت واعتزلت الحياة السياسية النرويجية؛ ليأتي بعدها توربيورن ياغلاند. حيث استقالت من رئاسة حزب العمل النرويجي عام 1992.
وتعد غرو هارلم برونتلاند عضو في (Human-Etisk Forbund)، الجمعية النرويجية للإنسانية.
كما أنها عضو في الأكاديمية النرويجية للعلوم والآداب.

## الوظيفة الدولية

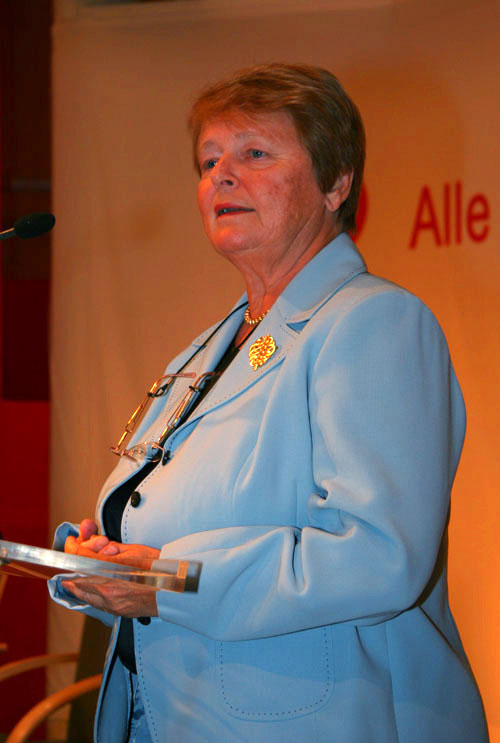
غرو هارلم برونتلان، رئيسة وزراء النرويج السابقة والمديرة العامة لمنظمة الصحة العالمية.

في عام 1983، قام الأمين العام للأمم المتحدة خافيير بيريز دي كويلار بدعوة برونتلاند لتأسيس اللجنة العالمية المعنية بالبيئة والتنمية (WCED) ورئاستها، وهي اللجنة التي يُشار إليها على نطاقٍ واسع باسم لجنة برونتلاند، لتطوير المفهوم السياسي الواسع المتعلق بـالتنمية المستدامة في نطاق جلسات استماع علنية واسعة والتي تميّزت بالشمولية وتم نشر تقريرها، مستقبلنا المشترك، في شهر أبريل عام 1987. ولقد قامت لجنة برونتلاند بتوفير القوة الدافعة نحو إقامة قمة ريو (قمة الأرض) عام 1992/مؤتمر الأمم المتحدة للبيئة والتنمية (UNCED)، الذي كان يرأسه موريس سترونغ، الذي كان عضوًا بارزًا في لجنة برونتلاند. كما قدمت لجنة برونتلاند أيضًا القوة الدافعة لـجدول أعمال 21.
وفي مايو عام 1988، تم انتخاب برونتلاند كمديرٍ عام لمنظمة الصحة العالمية. وبهذه الصفة، تبنّت برونتلاند نهجًا بعيد المدى تجاه الصحة العامة، مؤسسةً لجنة بشأن الاقتصاد الكلي والصحة ترأسها جيفري ساكس، وهي لجنة تخاطب العنف باعتباره قضية صحية عامة رئيسية. وقد قادت برونتلاند الحركة، في جميع أنحاء العالم الآن، للتوقف عن تدخين السجائر عن طريق التعليم والإقناع.
وتحت قيادتها، أصبحت منظمة الصحة العالمية واحدة من أوائل أرباب العمل الرئيسيين الذين يتطلبون التحرر من إدمان التبغ كشرطٍ من شروط التوظيف بها. وفي عام 2003، أقرت مجلة ساينتفك أميركان برونتلاند باعتبارها الشخصية السياسية القيادية للعام لتنسيق استجابة عالمية سريعة لوقف تفشي مرض سارس (SARS). وفي الحادي والعشرين من يوليو عام 2003، خَلَف جونج-ووك لي برونتلاند في المنصب. وفي عام 1994، تم منح برونتلاند جائزة شارلمان لمدينة آخن.
كانت برونتلاند عام 2006 عضوًا في لجنة الشخصيات البارزة التي تستعرض أعمال مؤتمر الأمم المتحدة للتجارة والتنمية. وفي مايو عام 2007، قام الأمين العام للأمم المتحدة بان كي مون بتعيين برونتلاند، بالإضافة إلى ريكاردو لاغوس (رئيس تشيلي السابق)، وهان سونغ سو (وزير خارجية كوريا الجنوبية)السابق، للعمل كمبعوثين للأمم المتحدة بشأن تغير المناخ.
ولقد قام زوج برونتلاند، أرني أولاف برونتلاند، بتأريخ النشاطات السياسية المميزة لبرونتلاند في اثنين من أكثر الكتب مبيعًا، متزوج من غرو (Married to Gro) (ISBN 82-516-1647-6) وتكملته ما زلت متزوجًا من غرو (Still married to Gro) (ISBN 82-05-30726-1).
وتعمل برونتلاند الآن مستشارة لدى شركة بيبسي.
وتعد غرو هارلم برونتلاند عضوًا في مجلس القيادات النسائية في العالم، وهي شبكة دولية للسيدات الحاليات والسابقات اللاتي شغلن منصب رئاسة الدولة ورئاسة الوزراء، وتتمثل مهمتهن في حشد أعلى مستوى من القيادات النسائية على مستوى العالم من أجل العمل الجماعي حول القضايا ذات الأهمية الحاسمة للمرأة والتنمية العادلة.
وهي أيضًا عضوة في نادي مدريد، وهي منظمة مستقلة لا تهدف للربح تتألف من واحد وثمانين شخصية من رؤساء الدول ورؤساء الوزراء الديمقراطيين السابقين من سبع وخمسين دولة مختلفة.
ولقد حضرت غرو هارلم برونتلاند اجتماعات بلدربيرغ.

### محاولة الاغتيال
نجت برونتلاند بصعوبةٍ من عملية الاغتيال التي قام بها أندرس بهرنغ بريفيك في الثاني والعشرين من يوليو عام 2011. حيث كانت في جزيرة أوتويا قبل ساعاتٍ من المجزرة التي وقعت هناك لإلقاء خطاب لمعسكر (AUF)، وذكر بريفيك أنه كان يعتزم في الأصل أن تكون برونتلاند هي الهدف الأساسي من الهجوم، ولكنه تأخر أثناء سفره من أوسلو. وصل بريفيك جزيرة أوتويا في الساعة 17:18 من ذلك اليوم، أما برونتلاند فقد غادرت الجزيرة قبل ساعتين من ذلك الميعاد.
وأثناء محاكمته عام 2012، كشف بريفيك النقاب عن الخطط المفصّلة لاغتيال برونتلاند. وأخبر هيئة المحكمة أنه كان يخطط لتكبيلها، ثم يقوم بالتسجيل لنفسه وهو يقرأ نصًا معَدًا مسبقًا مُفصِلاً «جرائمها»، قبل أن يقوم بقطع رأسها أمام شاشة الكاميرا مُستخدمًا حربة ثم تحميل هذه اللقطات على شبكة الإنترنت. كما صرح بريفيك أنه في حين أن برونتلاند كانت هي الهدف الأساسي له، فإنه لم يزل يخطط بقتل جميع الأفراد على الجزيرة.

## الشيوخ
في الثامن عشر من مايو عام 2007 في مدينة جوهانسبرغ، جنوب أفريقيا، قام نيلسون مانديلا، وغراسا ماشيل، وديزموند توتو بعقد اجتماع مكون من مجموعةٍ من زعماء العالم للإسهام بحكمتهم، وقيادتهم المستقلة، ووحدتهم لمعالجة بعض مشكلات العالم الأكثر صعوبة. أعلن نيلسون مانديلا عن تكوين هذه المجموعة الجديدة، الشيوخ، في خطابٍ تم إلقاؤه بمناسبة عيد ميلاده التاسع والثمانين.
بحيث يتولى توتو، كبير الأساقفة، رئاسة مجموعة الشيوخ. ويشمل الأعضاء المؤسسون لهذه المجموعة؛ برونتلاند غراسا ماشيل، وكوفي أنان، وإيلا بهات، وجيمي كارتر، ولي تشاو شينغ، وماري روبنسون، ومحمد يونس.
“ويعلق مانديلا قائلاً: ”هذه المجموعة يمكنها التحدث بحرية وبجرأة، والعمل علانيةً ووراء الكواليس على حدٍ سواء في أي إجراءات يجب اتخاذها“. “علينا أن نعمل معًا لتدعيم الشجاعة حيث يوجد الخوف، وتعزيز الاتفاق حيث يوجد الصراع، وبعث الأمل حيث يوجد اليأس.”
ويتم تمويل مجموعة الشيوخ تمويلاً مستقلاً من قِبل مجموعة من المؤسسين بما في ذلك ريتشارد برانسون، وبيتر غابرييل، وراي تشامبرز، ومايكل تشامبرز، ومؤسسة بريدجوي، وبام أميديار، ومؤسسة umanity United، وإيمي روبنز، وشاشي رويا، ديك تارلو، ومؤسسة الأمم المتحدة.

## الحياة الشخصية
تزوجت برونتلاند من آرني أولاف برونتلاند في التاسع من ديسمبر عام 1960. وهي عائلة إنسانية، أنجبا أربعة أطفال، توفي منهم واحد الآن. وهما يمتلكان منزلاً في جنوب فرنسا. ويُزعم أن برونتلاند كانت تعاني من حساسية كهربائية.

## الجدل حول الحالة الصحية
أجرت برونتلاند عملية جراحية بسبب سرطان الرحم، وذلك عام 2002 في مستشفى جامعة أوليفال. وفي عام 2008، أصبح من المعروف أنه خلال عام 2007 تلقت برونتلاند العلاج مرتين في أوليفال، وقامت هيئة النفقات العامة النرويجية بدفع التكاليف. ومنذ أن أخطرت برونتلاند السلطات النرويجية مسبقًا بأنها غيّرت محل إقامتها إلى فرنسا، لم يعُد يحق لها الحصول على فوائد الضمان الاجتماعي النرويجي. وبعد الاهتمام المكثف من وسائل الإعلام حول الأمر، قرّرت برونتلاند تغيير محل إقامتها مرة أخرى، والعودة إلى النرويج، كما أعلنت أيضًا أنها ستتولى دفع تكاليف علاجها بنفسها.

## روابط خارجية
- غرو هارلم برونتلاند على موقع IMDb (الإنجليزية)
- غرو هارلم برونتلاند على موقع الموسوعة البريطانية (الإنجليزية)
- غرو هارلم برونتلاند على موقع مونزينجر (الألمانية)
- غرو هارلم برونتلاند على موقع ديسكوغز (الإنجليزية)